# Emily Greenwood

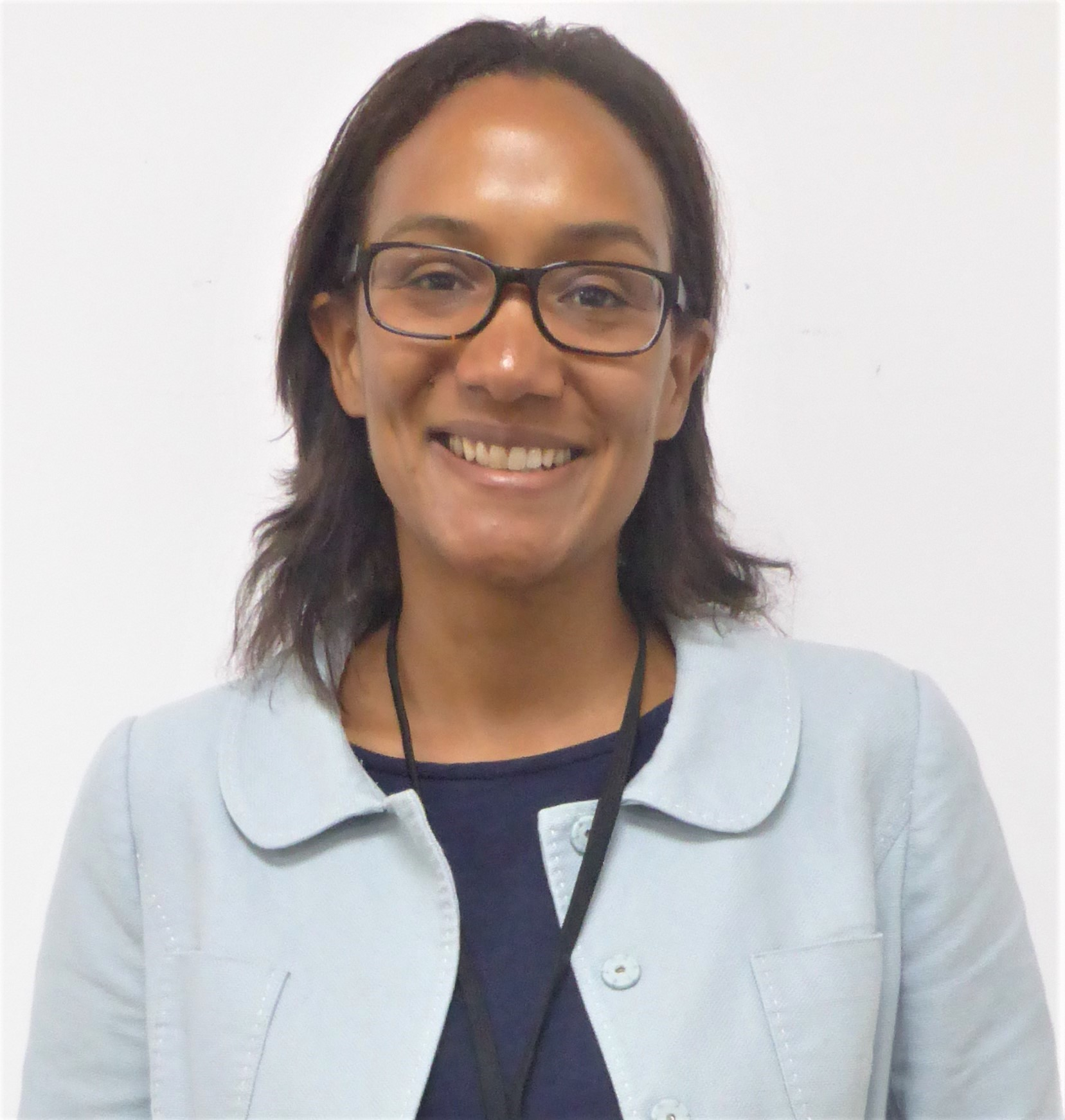
Emily Greenwood

Emily Jane Malaika Greenwood (* Februar 1976 auf den Cayman Islands) ist eine britische Althistorikerin.

## Leben
Greenwood gewann ein Verdienststipendium für ein Internat, Sevenoaks School. Sie erhielt ihren BA, MPhil und PhD in Classics an der University of Cambridge. Ihre Dissertation, die 2001 abgeschlossen und von Paul Cartledge betreut wurde, trug den Titel The Invention of the Critic. The Writer as Critic from Herodotus to Aristotle. Greenwood war von 2002 bis 2008 Dozentin für Griechisch an der University of St. Andrews und wechselte 2009 zum Classics Department an der Yale University.
Ihre Forschungsschwerpunkte sind die altgriechische Geschichtsschreibung, insbesondere Thukydides und Herodot, sowie die Entwicklung der Geschichte als Genre und moderne kritische Disziplin. Sie untersucht auch die Aneignung und Neuerfindung der griechisch-römischen Antike vom späten neunzehnten Jahrhundert bis zur Gegenwart.
2023 wurde Greenwood zum korrespondierenden Mitglied der British Academy gewählt.
Zu ihren Schülerinnen gehört Emily Hauser.

## Schriften (Auswahl)
- Thucydides and the shaping of history. London 2006, ISBN 0-7156-3283-3.
- als Herausgeberin mit Barbara Graziosi: Homer in the twentieth century. Between world literature and the western canon. Conference held in Durham from 20 to 23 July 2004. Oxford 2007, ISBN 978-0-19-929826-6.
- als Herausgeberin mit Elizabeth Irwin: Reading Herodotus. A study of the Logoi in Book 5 of Herodotus' Histories. Cambridge 2007, ISBN 0-521-87630-3.
- Afro-Greeks. Dialogues between Anglophone Caribbean literature and classics in the twentieth century. Oxford 2010, ISBN 0-19-957524-X.